# Окисляване на океана
Окисляването на океана е явление, при което киселинността на океанската вода се увеличава поради нарастването на концентрацията на въглероден диоксид в атмосферата през последните години.
{\displaystyle {\ce {CO2}}} в атмосферата реагира с водата и създава хидрониеви йони ({\displaystyle {\ce {H+}}}), които водят до намаляване на нивото на pH на морската вода (pH > 7).

## Химически предпоставки
Във водите на океаните има естествена въглеродна киселина ({\displaystyle {\ce {H2CO3}}}), която се използва във водата като буфер. Тази киселина може да се разпадне по два начина, както е описано в следната химическа реакция:
{\displaystyle {\ce {HCO3- + H+ <-> H2CO3 <-> CO2 + H2O}}}
Според принципа на принципа на Льо Шателие-Браун, ако {\displaystyle {\ce {CO2}}} се добави към околната среда, ще се образуват други молекули въглеродна киселина и цялата реакция ще се наклони наляво. Това води до увеличаване концентрацията на хидрониеви йони. С увеличаването на количеството на добавения въглероден диоксид се увеличава и количеството произведени хидрониеви йони – водата става по-кисела.